# Antoni Sámuel
Antoni Sámuel (Selmecbánya, 1669 – Csetnek, 1738. augusztus 18.) a Tiszai evangélikus egyházkerület püspöke 1735-től haláláig.

## Élete
Antoni Dániel fia. Korán árvaságra jutott, s rokonai nevelték és taníttatták Selmecen; innen tanulmányai folytatására Győrbe akart menni, de 18 éves korában Érsekújvárnál török fogságba esett; kiszabadulása után 1685-ben Sopronban, Trencsénben és 1692-ben Jenában tanult. Hazájába visszatérve, a trencséniek iskolaigazgatóvá tették, 1696-ban pedig lelkésszé akarták avatni, de ő Osztrosith Mátyás báró házi prédikátora lett; három év mulva Hibére, innét 1700-ban Botfalvára, kevéssel azután Vágújhelyre, majd Nagypalugyára, 1708-ban pedig Csetnekre ment lelkésznek és 1709-ben megválasztották szuperintendensnek, amely tisztet haláláig betöltötte.

## Művei
- 1694 De medicina affectuum. Jena.
- Kéziratban hátrahagyta Kátéját és Löscher, Edle Andachts-Früchte című munkájának szlovák fordítását.